# Eduard Probst (Fußballspieler)
Eduard Probst (* 24. März 2001 in Moers) ist ein deutsch-russischer Fußballspieler.

## Werdegang
Der Stürmer Eduard Probst begann seine Karriere beim VfB Homberg und spielte danach als Jugendlicher für die Vereine Germania Flierich-Lenningsen aus Bönen, Westfalia Rhynern, TSC Eintracht Dortmund, SC Wiedenbrück und die Hammer SpVg. Dort wurde er mit 19 Toren Torschützenkönig der A-Jugend-Westfalenliga und wechselte daraufhin zu Preußen Münster, für die er in der Saison 2019/20 in der A-Junioren-Bundesliga spielte.
Nach dem Ende seiner Jugendzeit kehrte Probst im Sommer 2020 zu Westfalia Rhynern zurück und spielte in der Oberliga Westfalen. In der Saison 2021/22 gelangen ihm in 24 Spielen 23 Tore und hatte großen Anteil daran, dass die Westfalia als Vierter den Aufstieg knapp verpasste. Zur Saison 2022/23 wechselte Probst zum Drittligisten SC Verl. Am 7. August 2022 gab er sein Profidebüt im Spiel gegen den SV Waldhof Mannheim, in dem er gleich ein Tor erzielte. In seiner ersten Profisaison erzielte er in 15 Spielen zwei Tore. Für die Saison 2023/24 wurde Probst an den Regionalligisten FC Gütersloh verliehen. Im Sommer 2025 wechselte er zum SV Rödinghausen.